# París (película)
París es una película francesa de 2008 dirigida por Cédric Klapisch sobre un grupo diverso de personas que viven en París. Comenzó a grabarse en noviembre de 2006 y se lanzó en febrero de 2008. Su lanzamiento en el Reino Unido fue en julio de 2008. Comentaristas notaron la similitud de estilo en esta película con Manhattan, de Woody Allen, y con Short Cuts, de Robert Altman.

## Sinopsis
Pierre, un bailarín profesional, sufre de una enfermedad cardíaca grave. Mientras está esperando un trasplante que puede (o no) salvar su vida, no tiene nada mejor que hacer que mirar a las personas a su alrededor, desde el balcón de su apartamento en París. Cuando Elise, su hermana con tres hijos y sin esposo, se muda a su hogar para cuidarlo, Pierre no cambia sus nuevos hábitos. Y en lugar de bailar a sí mismo, es París y los Parisinos que bailan delante de sus ojos.

## Elenco
| - Juliette Binoche (Élise) - Romain Duris (Pierre) - Fabrice Luchini (Roland Verneuil) - Albert Dupontel (Jean) - Julie Ferrier (Caroline) - François Cluzet (Philippe Verneuil) - Karin Viard - Gilles Lellouche (Franky) - Mélanie Laurent (Laetitia) - Sabrina Ouazani (Khadija) - Zinedine Soualem (Mourad) - Kingsley Kum Abang (Benoit) - Olivia Bonamy (Diane) - Maurice Bénichou (psiquiatra) - Audrey Marnay (Marjolaine) - Judith El Zein (Mélanie Verneuil) - Emmanuel Quatra (Grand Nanar) - Annelise Hesme (Victoire) - Xavier Robic (Arthur Delamare) - Renée Le Calm (Madame Renée) - Hubert Saint-Macary (cardiologista) - Joseph Malerba (conductor de taxi) - Jean-Pierre Moulin (Profesor Vignard) - Joffrey Platel (Rémy) - Farida Khelfa (Farida) - Suzanne Von Aichinger (Susy, 'Miss Bidoche') - Marie Drion (Lila, hija de Elise) - Iris Grillet (Simone, hija de Elise) - Arthur Dujardin (Jules, hijo de Elise) - Lila Perrin-Orsini | - Lorenzo Larocca - Frederic Rose (productor de televisión) - Frederic Cuif (hombre sin hogar) - Alexia Doucet (Lauryn, hija de Caroline y Jean) - Georges Huppy (hermano de Benoit) - Audrey Lamy (mujer joven con flores) - Jeanne Candel - Anne Benoit (Suzini) - Nelly Antignac (Rachel) - Juliette Navis (Virginie) - Samuel Achache (estudiante Sorbonne) - Luciane de Vogue - Sandy Boizard - Jerome Michaud-Lariviere (Baudelaire en produccuón de TV) - Catherine Pello - Chloé Grillet (hijo de arquitecto) - Pablo Klapisch (hijo de arquitecto) - Thaïs Klapisch (hijo de arquitecto) - Julia Urtado (hijo adolescente de arquitecto) - Samuel Urtado (hijo adolescente de arquitecto) - Juliette Prier (hijo adolescente de arquitecto) - Franck Henry (cliente de bar) - Paolo Coccina, Daniel Delannoy, Jean-Jacques Cirillo (banda de bar) - Jeanne Cellard (mujer mayor en supermercado) - Amine Naji - Charlotte Corman (Patricia) - Gerard Dufraisse (carnicero) - Jeremy Bardeau (amigo de Diane) - Cédric Klapisch (hombre en techo; no acreditado) |